# Nicolas Suenson
Niels Anthoniusen Svendsen, kendt som Nicolas Suenson (1731 – 1805) var en dansk agent og konsul.
Han var søn af kyper Svend Nielsen (død 1748) og kom ud til sin morbror Ludolph Hammeken, der havde været konsul i Algier siden 20. juni 1747. Her blev der kun talt fransk, så det var helt naturligt, at han kom til at hedde Nicolas Suenson. Morbroderen beholdt dog sit navn og på kirkegården i Tunis by hviler hans støv såvel som hans søns. Efter en hastig flugt fra Algier i 1751 blev morbroderen konsul i Tunis og skrev i 1759 til den danske regering, dels en ansøgning om sin egen afsked, dels en varm anbefaling af nevøen, som alle var så glade for. Han afløste således sin morbroder den 1. maj 1759, hvor Hammeken pludselig var død. Nicolas blev gift ind i det franske handelshus, Frassinet. I 1765 fik han 1 års orlov til rejse i Europa. I 1771 yderligere 1 års orlov af helbredshensyn til ophold i Frankrig. Han udnævntes til dansk konsul i Algier i september 1771, hvorefter Hammekens søn overtog Tunis. 27. august 1773 fik han en guldmedalje med indskriften "Pro Meritis" for sin flid og nidkærhed ved fredsunderhandlingerne i Algier. 5. januar 1776 fik han lov til at forlade Algier, hvis der atter skulle komme krigshandlinger, da hans helbred havde lidt meget under spaniernes nylige angreb på Algier.
I årene til 1782 søgte han i hvert fald 2 gange om hjemkaldelse, men dette blev omgået ved at give ham orlov i Frankrig i 2 år med fuld gage, men 15. februar 1782 rappelleredes han dog. 1. januar 1785 fik Suenson afsked med pension, hvorefter han rejste til København.
Han blev fader til fire børn, tre drenge, hvoraf de to ældste blev født i Algier, de andre sikkert i Marseille. Den tredje dreng blev kun 9 år, datteren Antoine døde 1821 i København. Den ældste søn var Jean André Suenson (1773-1840) og den yngre Jean Jacques Isaac Suenson.